# سباقات السيارات العاملة بالطاقة الشمسية

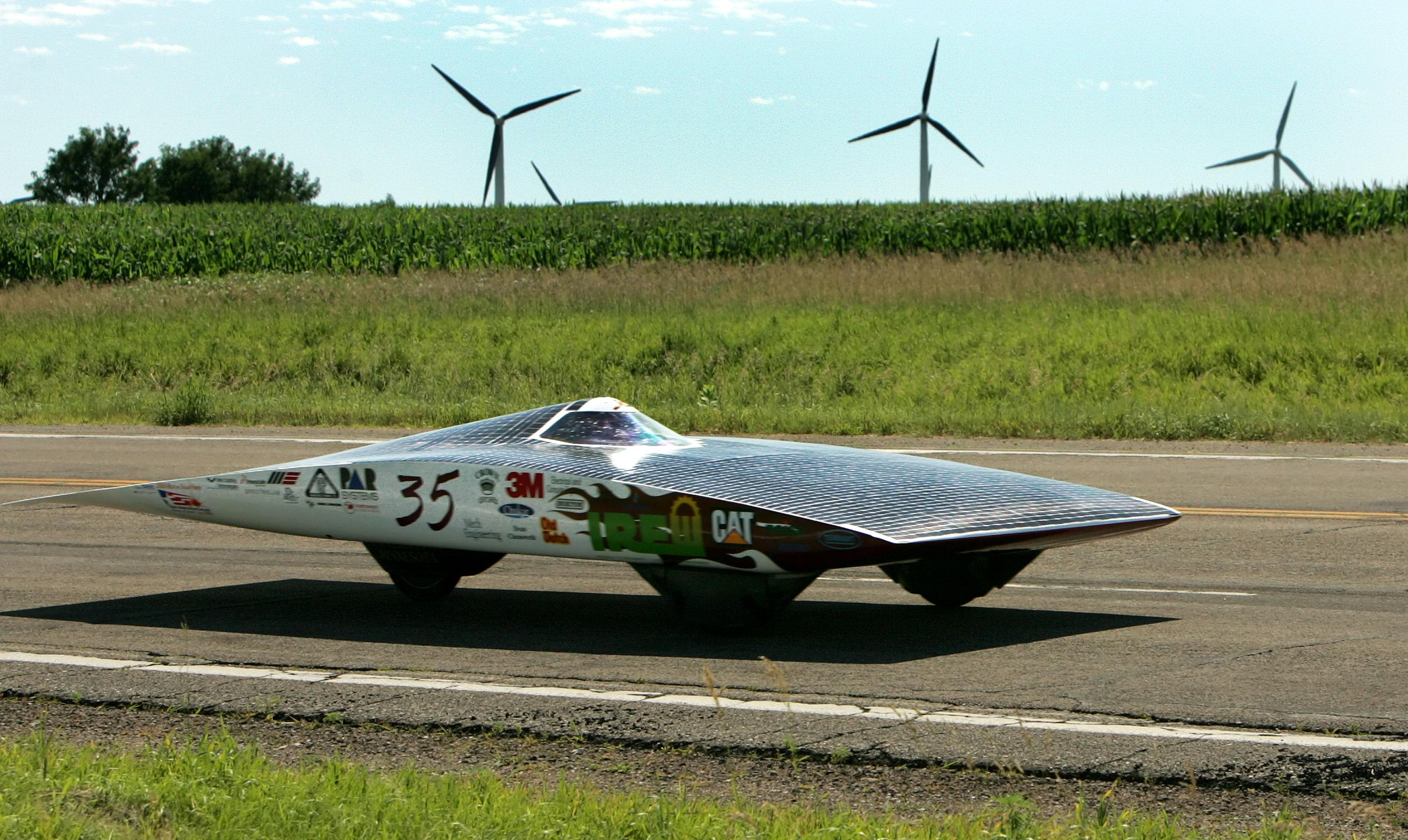
سيارة تعمل بالطاقة الشمسية

سباقات السيارات العاملة بالطاقة الشمسية تشير هذه العبارة إلى مجموعة من السيارات تتنافس فيما بينها من خلال طاقة دفع تحرك عجلاتها بقوة وهذه الطاقة هي الطاقة الشمسية والتي تأخذها السيارة من خلال خلايا تنتشر فوق سطحها بحيث تقوم بامتصاص حرارة الشمس وتخزينها على شكل طاقة. وقبل الحديث عن السباقات الشمسية إليكم لمحة عن مبدأ عمل الخلايا الشمسية.
الخلايا الشمسية محولات تأخذ طاقة من أشعة الشمس وتحولها إلى نوع آخر من الطاقة حيث تحول الخلايا الشمسية نور الشمس إلى كهرباء وتطرد كمية كبيرة من الحرارة بدون أي أجزاء مؤثرة (ضوضاء أو تلوث أو إشعاع أو صيانة..).

## مميزات استخدام هذه المنظومات
- هذه الخلايا الشمسية بسيطة ولا تتضمن أي أجزاء متحركة.
- لا تتطلب مولدات القدرة الشمسية أي صيانة تكنولوجية، وبالتالي لا توجد تكلفة عملية للصيانة أو التشغيل.
- لا تتطلب إعادة حك بالوقود.
- لا تنتج أية عوادم تلوث للهواء.
- قادرة على العمل بكفاءة وجودة عالية في كثير من الاستخدامات.
- يمكن استخدامها لمدة طويلة غير محدودة.
- لا تتأثر بالأحوال الجوية أو تغيرات الطقس أو الأحوال المحيطة.

توجه لوحة الخلايا الشمسية بزاوية ميل مناسبة في واجهة الشمس حتى تتساقط أشعة الشمس عمودياً على اللوحة. تحول الخلايا الشمسية القدرة الشمسية مباشرة إلى قدرة كهربائية بدون عمليات وسطية، فهي تمتص معظم الطيف الشمسي وتحول جزء من هذه الإشعاعات إلى طاقة كهربائية حيث يمكن استخدامها في الحال أو تخزينها. والمنظومات من هذا النوع تصمم أساساً لأجل المنشآت في المواقع البعيدة لفترات طويلة حيث تتصف عادة مثل هذه المواقع بقساوة عالية في طقسها، ولذلك يجب أن تكون هذه المنظومات ذات مقاومة عالية للرياح والرطوبة والبرد والعواصف الرملية وأن تحاط بتصميم ضد هجمات الطيور والحيوانات والتآكل، لهذا فإن المواد الأساسية التي تثبت بها الخلايا يجب أن تقاوم هذه الأشياء المحيطة ومعدن هذه الخلايا لا يتعرض للتآكل وهذه نقطة هامة جداً حيث تصنع غالبية الخلايا الشمسية من السيليكون وهو نصف معدن وقد يكون عازل ومعدن.
في حالته كمعدن لا تكون إلكترونات ذراته مرتبطة بإحكام مما يؤدي إلى جريانها بسهولة عندما يطبق عليها ضغط كهربائي، بينما تكون الكترونات ذراته في حالة العازل مرتبطة بشدة ولا يحدث جريان عندما يطبق عليها الضغط الكهربائي.
تختار المواد السيليكونية لكونها تتميز بالصفات التالية:
1- عالية التوصيل الحراري.
2- الثبات الجيد مع الطقس المحيط.
3- عازل ممتـــاز للكهرباء.
4- عالية القدرة.

## تصنيع الخلايا الشمسية
تصنع الخلايا الشمسي بجمع أو ضم نوعين من أشباه المعادن أحدهما سلبي والآخر إيجابي، حيث أن نصف المعدن الإيجابي يصنع لاحتواء آيونات سلبية ونصف المعدن السلبي يصنع لاحتواء آيونات إيجابية، وهذه الآيونات الإيجابية والسلبية تهيء البيئة الضرورية لمرور تيار كهربائي يتحرك ضمن الخلية الشمسية، والضوء الصادر من الشمس هو عبارة عن جدول من جزيئات الطاقة الصافية المسماة فوتونات.
تتدفق هذه الطاقة الصافية من الشمس على الخلية الشمسية فتقوم هذه الفوتونات باختراق السيليكون وتضرب ذراته بشكل عشوائي مما يؤدي إلى تأبين ذرات السيليكون حيث يؤدي ذلك إلى إفلات إلكترون خارجي من مداره محولاً طاقته إلى طاقة حركة للإلكترون، وحركة هذه الالكترونات بطاقتها تسمى بالتيار الكهربائي. أذن الطاقة الشمسية تتحول بواسطة هذه الخلايا إلى طاقة كهربائية.

## السباقات التي تعتمد على الطاقة الشمسية
أقيم أول سباق للسيارات الشمسية في مدينة (دي سول) السويسرية عام 1985 وبعدها انتشرت هذه السباقات في عدد من دول العالم في أوروبا وأستراليا وأمريكا، ولكن ما يغلب طابع هذه السباقات بان منافسيها غالبا ما يكونون من طــــــلاب الجامعـات والذيـــن يختبرون تطويراتهم على السيارات من خلال سباقات تنافسية بين الجامعات، ودخل الجامعات بهذه السباقات لانها تلايد إعطاء طلابها الخبرة في صناعة وتحديث في مجال التصميم (شكل السياراه) والعمل من اجل بيئة انظف وأجمل كونها طاقة نظيفة.
وتعتبر سباقات كل من (لتحدي الشمسيَ العالميَ والتحدي الشمسيَ الأمريكيَ الشماليَ) أكثر السباقات مسافة حيث يمتد السباق التحدي العالمي الذي يقام في أستراليا إلى 3012 كيلو متر أمـــا بخصوص السباق الأمريكي الشمالي فيمتدد إلى 4,15.5 كيلو متر
يمتاز سباق ورد سولر تشالينج بأنه يعج بالمنافسين من عدة دول يحاول قطع القارة الأسترالية والذي يمتد مسافته كما ذكرنا لكم سابقا لــ 3012 كيلو متر كما هو موضح لكم بالصورة. ومن أهم احداث هذا السباق أنه عام 2005 قام فريق نونا 3 الهولندي من الفوز بهذا التحدي لثلاث مرات مسجلا معدل 102.75 كيلو متر بالساعة. يقام هذا السباق مرة كل عامين. سباق نورث أمريكان سولر تشالينج يقام مره كل سنتين أو ثلاثة، ويمتد هذا السباق لــ 4,15.2 كيلو متر تقربيا ومعظم متسابقينه من أمريكا وكندا.